# Йосу, Нандо
Фернандо Трио Забала ((исп. Fernando Trío Zabala), также известен как Нандо Йосу (исп. Nando Yosu); 8 июля 1939, Мунгиа, Страна Басков — 20 февраля 2016, Сантандер) — испанский футболист, выступавший на позиции полузащитника, и тренер.

## Клубная карьера
Профессиональную карьеру начал в 1958 году в «Расинге» из Сатандера. Сезон 1959/60 провёл в фарм клубе «Расинга» — «Депортиво Райо Кантабрия». В 1962 году перешёл в «Валенсию», но заиграть там не смог и в сезоне 1963/1964 на правах аренды вернулся в «Расинг». С 1964 по 1966 года был игроком «Атлетика Бильбао». В последующем играл за «Понтеведру», «Пуэртояно» и «Химнастику». В последнем выполнял роль играющего тренера.

## Карьера тренера
После управления «Химнастикой», как играющий тренер, приступил к управлению юношеских команд «Расинга» в роли главного тренера.
С 1977 по 1979 года являлся главным тренером клуба из Сантандера, но в дальнейшем перешёл на роль футбольного директора. Он в последующем еще четырежды управлял баским клубом в 1990-х / 2000-х годов, где каждый раз помогал ему избежать "зоны вылета".
В марте 2007 года был удостоен награды от правительства Кантабрии за вклад в футбол этой области. В январе 2009 года покинул пост директора «Расинга» и ушел из футбола навсегда.

## Смерть
Скончался в городе Сантандер от последствий болезни Альцгеймера.

## Достижения

### Валенсия
- Обладатель Кубка ярморок: 1961/62, 1962/63,